# Ethiominia umbrifera
Ethiominia umbrifera är en fjärilsart som beskrevs av George Francis Hampson. Ethiominia umbrifera ingår i släktet Ethiominia och familjen nattflyn. Inga underarter finns listade i Catalogue of Life.